# Isomyia nepalana
Isomyia nepalana är en tvåvingeart som först beskrevs av Townsend 1917.  Isomyia nepalana ingår i släktet Isomyia och familjen Rhiniidae.
Artens utbredningsområde är Nepal. Inga underarter finns listade i Catalogue of Life.